# Maria Giovanna Biga
Maria Giovanna Biga (Savigliano, 12 settembre 1951) è una storica, archeologa e orientalista italiana, docente di Religioni del Vicino Oriente Antico alla Sapienza di Roma.
Dopo una laurea umanistica nel 1975 in Storia del Vicino Oriente Antico presso l'università torinese, ha ottenuto il dottorato alla Sapienza di Roma. Negli anni settanta ha collaborato con Giovanni Pettinato alla realizzazione di un dizionario neosumerico, studiando inoltre al Pontificio Istituto Biblico. Dopo essere stata ricercatrice, è divenuta docente di storia orientale per la Scuola di Specializzazione dell'università romana; nel 1998 ha ottenuto l'incarico per la docenza di Religioni del Vicino Oriente antico. Dal 2001 ha insegnato anche all'Università degli Studi della Tuscia e all'École pratique des hautes études di Parigi. Insieme a Mario Liverani e Loredana Sist è direttrice dal 1997 della rivista accademica Atlante Storico del Vicino Oriente Antico.
Il 17 maggio 2022 viene nominata Socio dell'Accademia delle Scienze di Torino.
Fin dal 1976 ha partecipato in qualità di epigrafista alla Missione Archeologica Italia in Siria lavorando con Paolo Matthiae negli scavi di Ebla. Ha curato anche la sezione orientale della mostra "Il giardino antico da Babilonia a Roma" svoltasi al Giardino di Boboli di Firenze.